# Kultur i Vatikanstaten

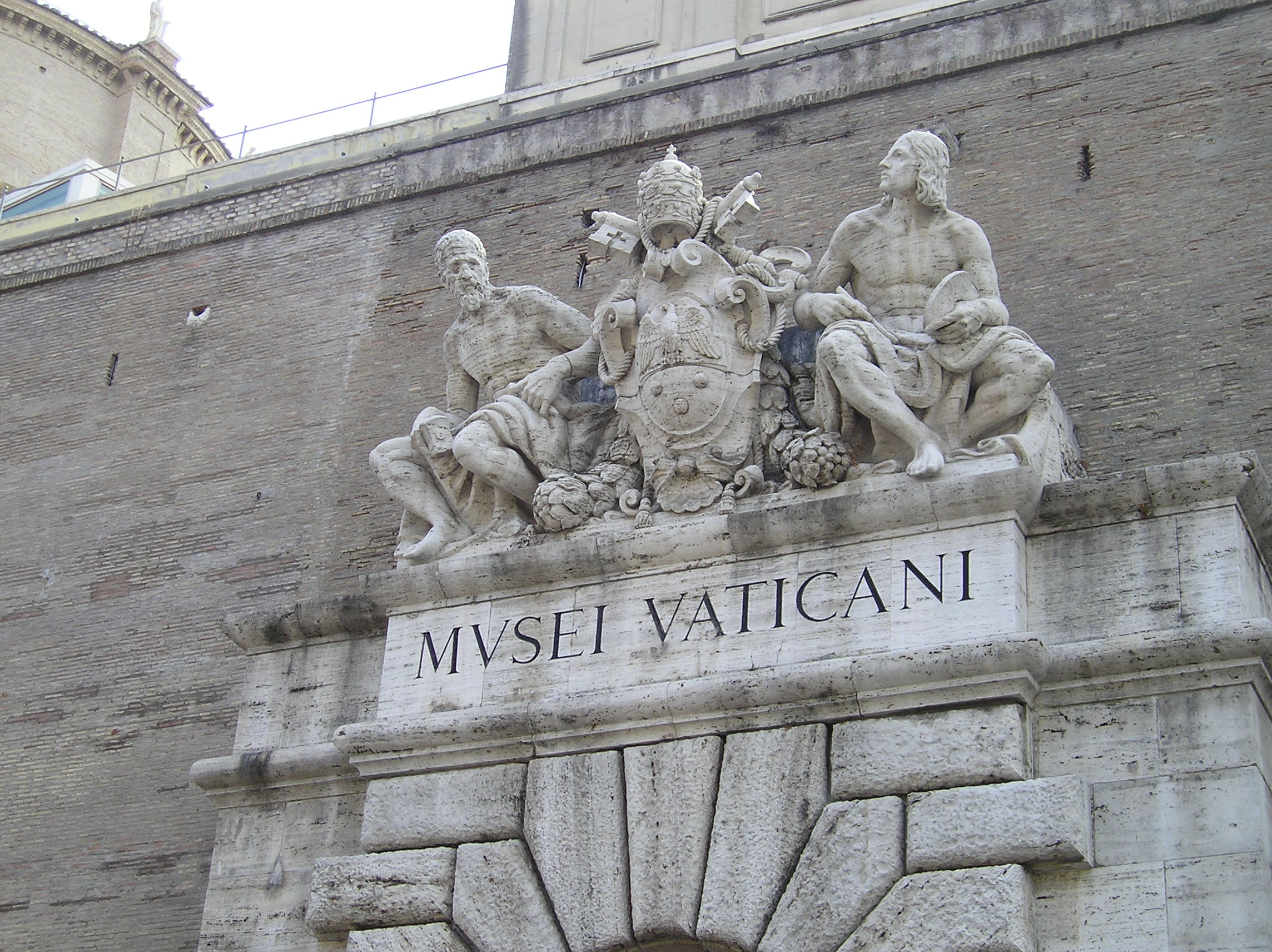
Ingången till Vatikanmuseerna.

Vatikanstaten är av stor kulturell betydelse. Byggnader som Peterskyrkan och Sixtinska kapellet hyser några av de mest berömda konstverken i världen och omfattar verk av konstnärer som Botticelli, Bernini och Michelangelo. Vatikanens bibliotek och de många Vatikanmuseerna har ett högt historiskt, vetenskapligt och kulturellt värde. 1984 lades Vatikanen till av Unesco till listan över världsarv, det enda som består av ett helt, självständigt land.
Vatikanen kan sägas vara de facto-väktaren av det latinska språket genom FVNDATVM LATINITAS. Stiftelsen ger regelbundet ut en utgåva av det latinska lexikonet med de senaste neologismerna, lexikonet Recentis Latinatis.
Befolkningen i Vatikanstaten är företrädesvis manlig, även om det finns två nunneorden i Vatikanen. En minoritet är ledande katolska präster; resten är medlemmar av religiösa ordnar. Många arbetare och ambassadpersonal i Vatikanstaten bor utanför dess väggar.
Turism och pilgrimsfärder är en viktig faktor i det dagliga livet i Vatikanen. Påven har en gång i veckan offentliga audienser och firar offentlig mässa och andra gudstjänster, och ger högtidliga välsignelser till "staden och världen" under påsk- och julhögtiderna och omedelbart sedan han valts som påve. För väsentliga händelser med ett stort antal deltagare firas mässan på Petersplatsen.

## Klädkod
En viss klädsel måste tillämpas för att få inträda i Peterskyrkan. Klädkoden bygger på vad som anses vara "blygsam" och "lämplig" klädsel för att besöka en katolsk kyrka, och turister och besökare påminnas om att Peterskyrkan, även om det är ett arkitektoniskt och konstnärligt monument, först och främst är en plats för tillbedjan och bön. Klädkoden förbjuder:
- Hattar för män i basilikan
- Shorts eller kjolar som slutar ovanför knäna
- Ärmlösa skjortor
- Skjortor eller tröjor som inte täcker naveln
- Skjortor med urringningar
- Tröjor med obscena tryck, till exempel svordomar
- Överdrivet med smycken

Användningen av mobiltelefoner är också förbjudet, liksom rökning.